# Moi (Norvegia)
Moi è un villaggio della Norvegia, situato nella municipalità di Lund, nella contea di Rogaland.